# Клиновка (Альшеєвський район)
Кли́новка (рос. Клиновка, башк. Клиновка) — присілок у складі Альшеєвського району Башкортостану, Росія. Входить до складу Воздвиженської сільської ради.
Населення — 1 особа (2010; 5 в 2002).
Національний склад:
- росіяни — 100 %